# Yakyt (cràter)
Yakyt és un cràter d'impacte en el planeta Venus de 13,8 km de diàmetre. Porta el nom d'un antropònim karakalpak, i el seu nom va ser aprovat per la Unió Astronòmica Internacional el 1997.